# Blackfire (Band)
Blackfire war eine Punkband aus Flagstaff, Arizona, die aus Navajo-Künstlern bestand.
1988 gründeten die drei Geschwister Jeneda, Klee und Clayson Benally die Band Blackfire, um mit ihrer Musik auf die Probleme ihres Volkes aufmerksam zu machen. Sie selbst sagen jedoch auch, dass sie überhaupt keine andere Musik kannten und deshalb Punk spielten.
Anfang 2000 nahmen sie zudem mehrere Lieder mit Joey Ramone auf.
Die Band trat oft zusammen mit ihrem Vater Jones Benally auf, einem traditionellen Heiler.
Mit dem Ausscheiden des Bruders Klee Benally brach die Band 2011 auseinander. Jeneda und Clayson gründeten daraufhin die Formation Sihasin. Dies bedeutet in der Sprache der Navajo Hoffnung.

## Auszeichnungen
Blackfire erhielt drei Mal den Native American Music Award 2002 für Best Pop Recording für One Nation Under, 2004 als Group of the Year und 2008 für Record of the Year für Silence is a Weapon.

## Diskografie
- 1994: Five (EP) (produziert von C.J. Ramone)
- 1998: Exile (EP)
- 2002: One Nation Under
- 2004: Woody Guthrie Singles
- 2005: Beyond Warped (CD+DVD)
- 2007: Silence Is a Weapon